# Mike McColgan

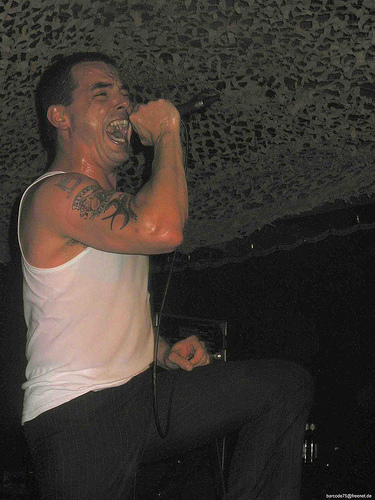
McColgan, 2005

Mike McColgan ist ein US-amerikanischer Sänger. Er war Mitgründer und bis 1998 als Frontmann Mitglied der Dropkick Murphys. Ab 2002 war er Sänger der von ihm gegründeten Punk-Band Street Dogs, die sich 2020 auflöste, und 2024 die Reunion verkündigte.

## Leben
McColgan wurde im Savin Hill-Viertel von Dorchester, Massachusetts geboren. Im Jahr 1989 trat McColgan der U.S. Army bei und nahm am zweiten Golfkrieg teil. 1996 kam es dann zur Gründung der Dropkick Murphys, mit denen er das erste Album, Do or Die, aufnahm.
Nach eigener Aussage wollte McColgan schon immer Feuerwehrmann des Boston Fire Department werden, wie schon sein Onkel und Vorbild Kevin O’Toole. Diesem widmete er das Street Dogs-Lied Kevin J. O'Toole auf dem Album State of Grace. Er verließ 1998 die Band, um seinem Wunschberuf nachzugehen. Bezüglich seines Bandausstiegs sagte er im selben Jahr "I have no misgivings, no regrets…and there are no bad feelings...I still talk to those guys." (dt.: "Ich habe keine Bedenken und bedauere es auch nicht... da gibt es kein böses Blut... ich rede immer noch ganz normal mit den Jungs.") Der Song Two angry Kids vom Album State of Grace ist angeblich der gemeinsamen Zeit mit Ken Casey gewidmet.
Nach einigen Jahren bei der Feuerwehr widmete sich McColgan wieder der Musik und gründete 2002 die Band Street Dogs, bei der er bis zur Auflösung 2020 Sänger war.

## Diskografie
Dropkick Murphys
- Oi!/Skampilation 3. (1997) (Produzent: Derek TC NYSR)
- Boys on the Docks EP (1997)
- Do or Die (1998)
- The Singles Collection, Volume 1 (2000)

Street Dogs
- Savin Hill (2003)
- Street Dogs/The Dents Split (2004)
- Tales of Mass Deception EP (2004)
- Back to the World (2005)
- Fading American Dream (2006)
- State of Grace (2008)
- Street Dogs (2010)

The Bones (Schweden)
- Featured in: "Yesterday's Heros" – Partners In Crime Vol. 1 (2006)

| Personendaten    | Personendaten            |
| ---------------- | ------------------------ |
| NAME             | McColgan, Mike           |
| KURZBESCHREIBUNG | US-amerikanischer Sänger |
| GEBURTSDATUM     | 20. Jahrhundert          |